# Dorvalino Abílio Teixeira
Dorvalino Abílio Teixeira (Caetité, 15 de fevereiro de 1938 – São Paulo, 18 de abril de 1983) foi um motorista, empresário e político brasileiro que serviu como prefeito de Jandira entre 1977 e 1983.

## Biografia
Nascido em Caetité, no interior da Bahia, aos 4 anos de idade migrou com sua família para Maringá. Quando completou 12 anos, já operava tratores, rolo-compressores e motoniveladoras. Essa habilidade lhe rendeu emprego em diversas obras rodoviárias. Ao longo da década de 1950, mudou-se para São Paulo, vivendo inicialmente emLucélia até fixar residência em Jandira em 1962.

## Carreira política
Na década de 1970, envolveu-se com a política, participando da criação do diretório local do Movimento Democrático Brasileiro, partido de oposição à Ditadura Militar. Para as eleições municipais de 1976, lançou-se candidato à Prefeito. Até então, o ainda pequeno município havia eleito para a Prefeitura apenas membros do movimento emancipacionista local e políticos experientes.
Dentre seus adversários na disputa eleitoral, estavam o ex-prefeito Clécio Soldé (ARENA), o ex-subprefeito João Ribeiro Júnior (MDB) e Beto Piteri (MDB), sobrinho de Guaçu Piteri, ex-prefeito de Osasco. Graças ao prestígio de que gozava pela sua habilidade na operação de máquinas, foi o candidato mais votado, obtendo 2 102 votos contra 1 634 de João Ribeiro, 1 436 de Roberto Piteri e 1 349 de Clécio Soldé.

### Gestão Dorvalino (1977–1983)
Após assumir a prefeitura, Dorvalino iniciou várias obras, principalmente de iluminação pública, pavimentação e saneamento básico. Nnão era raro ele ser visto conduzindo máquinas e orientando pessoalmente os trabalhos. Em seu governo, foram inauguradas a Área de Lazer do Trabalhador e o Hospital Municipal, foram iniciadas as obras da Via Expressa batizada com o nome do vice-prefeito eleito Mauri Sebastião Barufi, morto em uma acidente rodoviário durante o mandato, além da assinatura do contrato de permissão de exploração comercial do transporte público com a empresa Benfica Barueri por 15 anos. Notabilizou-se por cobrar judicialmente os ex-prefeitos Clécio Soldé e Alan Kardec Roberto de Albuquerque por terem negado-se a contribuir com taxas referentes à pavimentação pública.
Em 1980, mudou de partido, migrando para o PDS, em troca de recursos prometidos pelo então governador do estado Paulo Maluf. Por conta de seu trabalho, acabou recebendo em 1981 o prêmio de Melhor Prefeito da Região Oeste da Grande São Paulo da Associação Paulista de Municípios. Ao deixar o cargo, gozava de grande popularidade junto à população jandirense.

## Morte
Após deixar o cargo em janeiro de 1983, Dorvalino tornou-se empresário, adquirindo o Supermercado Baruelfi. Graças à sua reputação consolidada, em pouco tempo o empreendimento tornou-se altamente lucrativo. Na noite de 17 de abril de 1983, Dorvalino chegava com sua noiva em casa, trazendo consigo uma bolsa contendo a féria da semana (cerca de Cr$ 600.000), quando foi abordado por dois criminosos. Dorvalino reagiu e foi baleado com quatro tiros. Na confusão, os bandidos largaram a bolsa e fugiram. Dorvalino foi levado às pressas para o Hospital Municipal de Jandira e transferido para o Hospital das Clínicas, onde faleceu na madrugada do dia seguinte.
Sua morte chocou Jandira. O caixão foi acompanhado em cortejo por milhares de pessoas, tendo o comércio baixado as portas. Dorvalino foi sepultado no Cemitério Municipal em 19 de abril. Apesar das circunstâncias de sua morte terem sido esclarecidas à época, ainda persistem versões de que sua morte foi politicamente motivada. Posteriormente, outros políticos foram mortos na cidade (alguns em circunstâncias misteriosas), dando mais força à versão de que Dorvalino teria sido o primeiro morto por razões políticas.

## Homenagens
Em 1984, foi promulgada pelo governador Franco Montoro a Lei Estadual n.º 4207, de 31 de agosto de 1984, batizando a EEPG da Vila Santo Antônio para EEPG Dorvalino Abílio Teixeira.
O município somente rendeu homenagem oficial 23 anos após a morte do prefeito com a inauguração de um obelisco em homenagem a Dorvalino. Instalado na cidade em 2004, permaneceu coberto por um pano preto por mais de três anos e acabou apelidado de "Estátua Macabra" nas redes sociais, pois especulava-se qual seria a obra coberta pelo pano. O obelisco foi inaugurado apenas em 8 de dezembro de 2007, durante as comemorações do aniversário de emancipação de Jandira.